# Patrice Zéré
Patrice Zéré (né le 20 décembre 1970 à Issia en Côte d'Ivoire) est un ancien joueur de football international ivoirien, qui évoluait au poste de défenseur.

## Biographie

### Carrière en sélection
Avec l'équipe de Côte d'Ivoire, il joue 46 matchs (pour 2 buts inscrits) entre 1995 et 2001. 
Il figure notamment dans le groupe des sélectionnés lors des Coupes d'Afrique des nations de 1998 et de 2000.